# Speriețeni, Dâmbovița
Speriețeni este un sat în comuna Gura Șuții din județul Dâmbovița, Muntenia, România. Este situată la 28 de km de Târgoviște și 18 km de Găești.
Fosta comuna pana in anul 1968 a fost inclusa in componenta comunei Gura Sutii prin Legea 2 din 16 februarie 1968.
Locuitorii acestui sat sunt în proporție de 100% de naționalitate română.Conform recensamantului populatiei facut in  martie2002
În zonă, localitatea mai este numită si Ursoaia.

## Geneză
Istoria satului Speriețeni începe din anul 1865, prin legea rurală a Guvernului condus de Mihail Kogălniceanu. În timpul Domnitorului Alexandru Ioan Cuza, sătenii împroprietăriți cu aproximativ 10.000m2 (1 hectar), în funcție de numărul membrilor dintr-o familie. Numele de Speriețeni vine de la o legendă locală, in care se spune că cineva trecând prin pădurea Băleanu, ce aparținea mănăstirii Nucet, venind dinspre nord (căruia i se spunea Ursoaia) a fost deviat, înspre sud, de o ursoaică cu pui. Părții dinspre sud i s-a spus Pădurea Speriatu. Diploma cavalerilor ioaniți menționează, pentru prima jumătate a sec. al XIII-lea, existența "Țării lui Seneslau" situată la răsărit de Olt și care cuprindea, cu siguranță, cea mai mare parte a județului Dâmbovița. În momentul constituirii statului feudal Țara Românească, se remarcă atât documentar, cât și arheologic, o intensă locuire pe teritoriul județului, iar cercetările au scos în evidență existența unor așezări în mai toate zonele de relief (Cazaci, Băjești, Pucioasa-Șerbănești, Cobia, Mătăsaru, Speriețeni și multe altele).(Extras din: Scurt istoric - Consiliul Județean Dâmbovița)
În zona satului se află un sit arheologic unde s-a descoperit o așezare fortificată din Epoca Bronzului.

## 1907
Extras din registrul istoric al Regimentului IV Ilfov nr. 21 privind operațiile efectuate în Muntenia (6 martie–5 aprilie 1907): Abia la 27 martie un pluton din Compania a 6-a se deplasează spre a merge spre Speriețeni, unde locuitorii se pun în grevă rupând contractul de învoieli; se arestează 4 instigatori între care și notarul comunei.
În ziua de 3 aprilie, detașamentul se reîntoarce la București.

### Colectivizare
5.Participarea
la acțiuni îndreptate împotriva structurilor colectiviste.  
Nicolae Gheorghe, născut în 1921 din
com. Speriețeni, reg. Argeș, a fost internat 5 ani în LM fiindcă „a instigat pe
cetățeni să se retragă din G.A.C. și a forțat dulapul președintelui de unde a
luat cererile de înscriere și le–a distrus.’’ (ASRI, FD dos. nr. 9572,
vol 1, f. 61).  COLECTIVIZAREA AGRICULTURII ÎN ROMANIA: ANATOMIA REPRESIUNII (Octavian Roske